# Trochamminida
Die Trochamminida sind eine kleine Ordnung gehäusetragender, meeresbewohnender Einzeller aus der Gruppe der Foraminiferen.

## Merkmale
Alle Arten der Ordnung bilden agglutinierte Gehäuse, also Gehäuse aus aufgesammelten Partikeln, die entweder in einer protein- oder mineralbasierten Grundmasse verankert werden. Die ungefurchten Gehäuse sind mehrkammerig und stets durchgängig trochospiral angelegt, nur sehr selten sind spätere Kammern ungewendelt.

## Systematik
Die Ordnung ist seit dem oberen Karbon fossil belegt. Sie umfasst rezent nur zwei Überfamilien (Familien Auswahl):
- Überfamilie Trochamminacea
  - Trochamminidae
    - Septotrochammina
- Überfamilie Remaneicacea
  - Remaneicidae

## Nachweise
- Barun K. Sen Gupta: Systematics of modern Foraminifera. In: Barun K. Sen Gupta (Hrsg.): Modern Foraminifera. Springer Netherlands (Kluwer Academic), 2002, ISBN 1-4020-0598-9, S. 26.
- Alfred R. Loeblich, Jr., Helen Tappan: Foraminiferal genera and their classification. E-Book des „Geological Survey Of Iran“, 2005, Online, (Seite nicht mehr abrufbar. Suche in Webarchiven) letzter Zugriff 28. Dezember 2009.